# جولیانا الصادق
 جولیانا الصادق (زاده ۹ دسامبر ۱۹۹۴) تکواندوکار اردنی است.   او در بازی های آسیایی ۲۰۱۸، در دسته ۶۷ کیلوگرم بانوان، بر سکوی نخست ایستاد. 